# Виланова (Равена)
Виланова (итал. Villanova) је насеље у Италији у округу Равена, региону Емилија-Ромања.
Према процени из 2011. у насељу је живело 2671 становника. Насеље се налази на надморској висини од 4 м.